# Република Пешченица
Република Пешченица је била самопроглашена и непризната микро град-држава која је производ сатирично-пародијскога пројекта хрватскога новинара Жељка Малнара назван по истоименом насељу у Граду Загребу.
Ова самопроглашена држава је успостављена у оквиру телевизијске емисије Ноћна мора која је емитована суботом од 22 часа па све до раних јутарњих часова у недељу. Концепт ове државе је Малнар укратко описао у својој колумни за недељник Глобус.
Ова емисија је било толико популарна да су се скраћене (али и цензурисане) верзије емитовале и на Хрватској радио-телевизији 2007. године.
Ова република се налазила у Пешченици, радничком насељу покрај Загреба. Насеље се налази у северном делу града (северно од Саве), а југоисточно од средишта града.
Емисија, као и Република Пешченица престале су да постоје завршетком Ноћне море 2010. године када је преминуо министар одбране Звонимир Левачић, познатији као Шева. Три године доцније је преминуо и Жељко Малнар.
Химна ове државе је била Данијела, позната песма српског певача народне музике Боре Дрљаче.

## Извршна власт

### Председник
- Жељко Малнар (2007—2010)[8]

### Састав владе
- Звонимир Левачић (Шева), министар одбране[2]
- Сеад Хасановић (Брацо Циган), министар ромске одбране[9]
- Недиљко Алагушић (Тарзан), министар за морална питања

## Географија
- Површина: 130 km²[тражи се извор]
- Популација: 6.400[тражи се извор]

## Познати становници
- Владо Матијевић (Јаран или Јајан), званични новинар владе[10]
- Ненад Блатник (Цезар), певач и бивши боксерски шампион[11]
- Ивица Лако (Лаки), наркоман[2][4][12]
- Ремзо Крак, песник[13]
- Анђа Томашић, певачица и ЛГБТ активиста[13]
- Станислав Хреновић (Станкец)[14]

## Културне манифестације
- Дора Ноћна мора је било такмичење за најбољу песму Републике Пешченице.[15]